# 12384 Луїджімартелла
12384 Луїджімартелла (12384 Luigimartella) — астероїд головного поясу, відкритий 10 жовтня 1994 року.
Тіссеранів параметр щодо Юпітера — 3,229.